# Kråkören, Ingå
Kråkören är en ö i Finland. Den ligger i Finska viken och i kommunen Ingå i den ekonomiska regionen  Raseborg i landskapet Nyland, i den södra delen av landet. Ön ligger omkring 45 kilometer väster om Helsingfors. 
Öns area är 1,3 hektar och dess största längd är 160 meter i nord-sydlig riktning. Närmaste större samhälle är Kyrkslätt, 17,6 km nordost om Kråkören.